# Iglesia de San Vicente Ferrer (Ayódar)
La iglesia parroquial de San Vicente Ferrer, localizada en la plaza de la Iglesia de Ayódar, en la comarca del Alto Mijares es un lugar de culto católico catalogado como Bien de relevancia local, según la Disposición Adicional Quinta de la Ley 5/2007, de 9 de febrero, de la Generalidad Valenciana, de modificación de la Ley 4/1998, de 11 de junio, del Patrimonio Cultural Valenciano (DOCV Núm. 5.449 / 13/02/2007), con código identificativo: 12.08.017-002.
Pertenece al arciprestazgo 9, Nuestra señora Virgen de la Esperanza de Onda, y se llevó a cabo su consagración a San Vicente Ferrer en el año 1861.

## Descripción
Se trata de un edificio de planta de tres naves, claramente separadas por una serie de columnas, ábside y cúpula. Presenta características del estilo academicista valenciano, sobre todo en su fachada. Presenta una pequeña torre campanario de planta cuadrada.